# Andoni Lakabeg
Andoni Lakabeg Fraile (Bilbao, Vizcaya, 14 de febrero de 1969) es un futbolista español retirado. Su demarcación era la de lateral derecho. Jugó 201 partidos en Primera División. Llegó a ser internacional sub-21 en cinco ocasiones.

## Trayectoria
Se formó en la cantera del Athletic Club, incorporándose al primer equipo de cara a la temporada 1988-89 de la mano de Howard Kendall. Debutó el 3 de septiembre de 1988 en una victoria por 3 a 0 ante el Sevilla en Primera División. Continuó en el equipo bilbaíno durante siete temporadas más, destacando su etapa bajo el mando de Jupp Heynckes (1992-94).
En enero de 1996 se incorporó al Celta de Vigo a cambio de 20 millones de pesetas, después de año y medio con poca continuidad en Bilbao. No consiguió revertir la situación en el club celeste, por lo que en diciembre de 1997 se marchó al Villarreal, ya en Segunda División. Tras lograr el ascenso con el club castellonense, fichó por el Amurrio de Segunda División B. Medio año después se marchó al Pájara-Playas de Jandía y, posteriormente, jugó en el CE Sabadell durante dos campañas. En 2001 se incorporó al Castillo Club de Fútbol de Tercera División. En 2003 regresó al País Vasco para jugar con la SD Indautxu. En 2006 firmó por la SD Leioa, ya en la División de Honor de Vizcaya, y un año más tarde se unió al CD Ortuella. En este último club se retiró, después de dos temporadas, en 2009.

## Clubes
| Club                        | País   | Temporada   |
| --------------------------- | ------ | ----------- |
| Bilbao Athletic             | España | 1987 - 1988 |
| Athletic Club               | España | 1988 - 1995 |
| Real Club Celta de Vigo     | España | 1996 - 1997 |
| Villarreal Club de Fútbol   | España | 1998        |
| Amurrio Club                | España | 1998 - 1999 |
| Pájara-Playas               | España | 1999        |
| CE Sabadell                 | España | 1999 - 2001 |
| Castillo Club de Fútbol     | España | 2001 - 2003 |
| Sociedad Deportiva Indautxu | España | 2003 - 2006 |
| Sociedad Deportiva Leioa    | España | 2006 - 2007 |
| CD Ortuella                 | España | 2007 - 2009 |